# Мондизм
Монди́зм (англ. Mondism) — система классового сотрудничества в национальном масштабе между английскими монополиями и реакционными лидерами тред-юнионов под лозунгом «мира в промышленности». Мондизм появился в Англии в период, последовавший за Всеобщей забастовкой 1926 года. Мондизм получил своё название по имени одного из крупнейших капиталистов Англии Альфреда Монда, выступившего с инициативой «социального мира».  

## История
По инициативе сэра Альфреда Монда состоялся ряд совместных конференций Генерального совета Британского конгресса тред-юнионов и части предпринимателей, в результате которых был организован Национальный промышленный совет со сложным аппаратом примирительных камер, занимавшийся, главным образом, вынесением арбитражных решений. В 1928 году на совместных заседаниях Генсовета тред-юнионов и группы капиталистов, возглавлявшейся Мондом, были разработаны мероприятия, направленные на то, чтобы ослабить стачечное движение и заставить тред-юнионы содействовать усилению эксплуатации рабочих и снижению заработной платы.
Целью мондизма, провозглашённого Генсоветом Британского конгресса тред-юнионов своей официальной политикой, было помешать развёртыванию классовой борьбы английского пролетариата. Противопоставляя лозунгу «класс против класса» лозунг «классовое сотрудничество», реформисты добровольно превращали профсоюзы в органы помощи предпринимателям при проведении ими капиталистической рационализации, классовая борьба английского пролетариата не дала состояться планам  Монда и мондистских вождей Генсовета.
Мондизм оказал известное влияние на Австралию и скандинавские страны, где также были сделаны попытки установления классового сотрудничества типа мондизма. Но и в этих странах борьба рабочих привела к краху всех этих попыток.
После Второй мировой войны реакционные лидеры тред-юнионов и Лейбористской партии старались возродить мондизм в видоизменённой форме (система принудительного арбитража, запрещение стачек, блокирование зарплаты и другие мероприятия), но встречали решительный отпор со стороны рабочих.